# Brian J. Smith

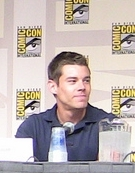
Brian J. Smith

Brian Jacob Smith (Allen (Texas), 12 oktober 1981) is een Amerikaans acteur.
Smith is voornamelijk bekend van zijn rol als luitenant Matthew Scott in de televisieserie Stargate Universe waar hij in veertig afleveringen speelde (2009-2011).

## Biografie
Smith heeft gestudeerd aan de Collin County Community College in Plano (Texas) en hierna ging hij het acteren leren aan de Juilliard School in New York waar hij zijn bachelor of fine arts haalde.

## Filmografie

### Films
Uitgezonderd korte films.
- 2024 Haze - als Luke
- 2021 The Matrix Resurrections - als Berg
- 2019 L.A. Confidential - als Ed Exley
- 2018 22 Chaser - als Ben Dankert
- 2018 Sense8: The Series Finale Official Trailer - als Will Gorski
- 2016 The Passing Season - als Sam
- 2011 Red Faction: Origins – als Jake Mason
- 2009 Red Hook – als Chappy
- 2009 The War Boys – als George
- 2005 Hate Crime – als Trey McCoy

### Televisieseries
Uitgezonderd eenmalige gastrollen.
- 2019 Treadstone - als Doug McKenna - 10 afl.
- 2019 World on Fire - als Webster O'Connor - 6 afl.
- 2015 - 2018 Sense8 - als Will Gorski - 24 afl.
- 2012 Coma – als Paul Carpin – 2 afl.
- 2011 Gossip Girl – als Max Harding – 6 afl.
- 2009 – 2011 Stargate Universe – als Matthew Scott – 40 afl.
- 2009 – 2010 SGU Stargate Universe Kino – als Matthew Scott – 10 afl.